# 산마르코 국립박물관
산마르코 국립박물관(이탈리아어: Museo nazionale di San Marco)은 이탈리아 피렌체 산마르코 광장에 있는 박물관이다. 원래 이 건물은 산마르코 대성당의 수녀원 건물이다.